# Lo schiaccianoci
Lo schiaccianoci (in russo Щелкунчик?, Ščelkunčik) è un balletto con musiche di Pëtr Il'ič Čajkovskij (op. 71), il quale seguì minuziosamente le indicazioni del coreografo Marius Petipa, che poi affidò la realizzazione coreografica al suo assistente Lev Ivanov.
Il balletto fu commissionato dal direttore dei Teatri Imperiali Russi, Ivan Aleksandrovič Vsevoložskij e la storia deriva dal racconto Schiaccianoci e il re dei topi di Ernst Theodor Amadeus Hoffmann (Nussknacker und Mausekönig, 1815) nella versione edulcorata di Alexandre Dumas padre Storia di uno schiaccianoci (Histoire d’un casse-noisette, 1845).

## Storia del balletto

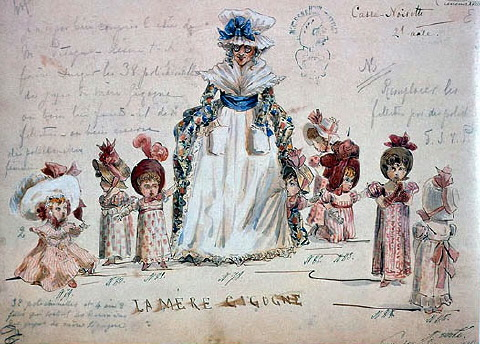
Costumi originali di Mamma Cicogna e i pulcinella, ad opera di Vsevoložskij per la prima del balletto, 1892

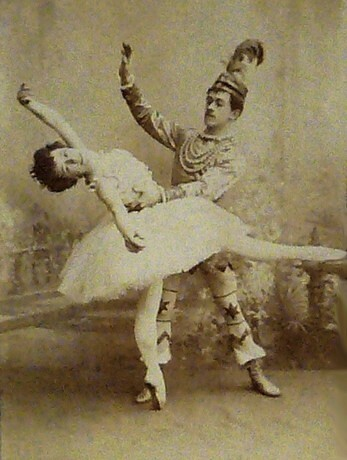
Ol'ga Preobraženskaja (La Fata Confetto) e Nikolaj Legat (Il Principe) in Lo schiaccianoci (circa 1900)

Čajkovskij compose le musiche del balletto tra il 1891 e il 1892. La prima rappresentazione, che ebbe luogo il 18 dicembre 1892 presso il Teatro Mariinskij di San Pietroburgo, Russia, fu diretta interamente dal compositore italiano Riccardo Drigo e coreografata dal ballerino russo Lev Ivanov; questa esecuzione tuttavia non riscosse successo. Tra gli interpreti di questa prima esecuzione spiccano l'italiana Antonietta Dell'Era, nel ruolo della Fata Confetto, il russo Pavel Gerdt come Principe Coqueluche, una giovanissima Ol'ga Preobraženskaja nella parte di Colombina e il giovane Nicolaj Legat. Il ruolo di Clara era interpretato da una bambina della scuola di ballo del Teatro Mariinskij.
La suite, estremamente popolare in sede concertistica, fu realizzata nell'agosto 1892 dal musicista stesso, che a differenza degli altri due propri balletti, per i quali non era convinto a creare una suite, lo fece su invito come "anteprima" della prossima realizzazione, addirittura quando non era stata ancora iniziata l'orchestrazione integrale del balletto (i primi numeri furono proprio quelli della Suite). La diresse personalmente a San Pietroburgo il 7 marzo 1892, un esito trionfale. La Suite dura una ventina di minuti, utilizzando lo stesso organico dell'opera ballettistica.
Una novità in quest'opera è la presenza di uno strumento che fu visto dal compositore a Parigi: la celesta. Čajkovskij lo volle assolutamente inserire nell'organico strumentale e lo aggiunse in alcuni passaggi del secondo atto: Scene iniziali, Passo a due (Danza della Fata Confetto) e Apoteosi con associazione al personaggio della Fata. Lo strumento venne usato da Čajkovskij anche nel proprio poema sinfonico Il Voevoda, op. 78, contemporaneo al balletto. Prima di lui, in assoluto, Charles-Marie Widor nel 1880. Il nostro musicista temeva che i suoi "rivali" russi potessero precederlo nell'utilizzo dello strumento.

### Alcune versioni diverse
Dopo la prima esecuzione di Ivanov vanno ricordate quelle riviste da Aleksandr Gorskij nel 1919 e da Lopukhov nel 1929. Gorskij ha creato una sua versione del balletto per il Teatro Bol’šoj di Mosca, nella quale il ruolo di Clara è passato a una danzatrice adulta e quindi nel secondo atto al posto della Fata Confetto e il principe Coqueluche erano gli stessi Clara e Schiaccianoci a danzare il pas de deux. In seguito in Russia per molto tempo si è mantenuta la versione di Gorskij, come ad esempio nelle produzioni di Vasilij Vainonen del 1934 per il Teatro Kirov di Leningrado (già Mariinskij di San Pietroburgo) e quella di Jurij Grigorovič del 1966 per il Bol’šoj di Mosca. Nel giugno del 1934 ci fu il debutto europeo del balletto al Sadler's Wells di Londra, riprendendo la coreografia di Ivanov. In Italia arrivò solamente quattro anni dopo, nel 1938, alla Scala di Milano, con la coreografia di Margherita Froman.

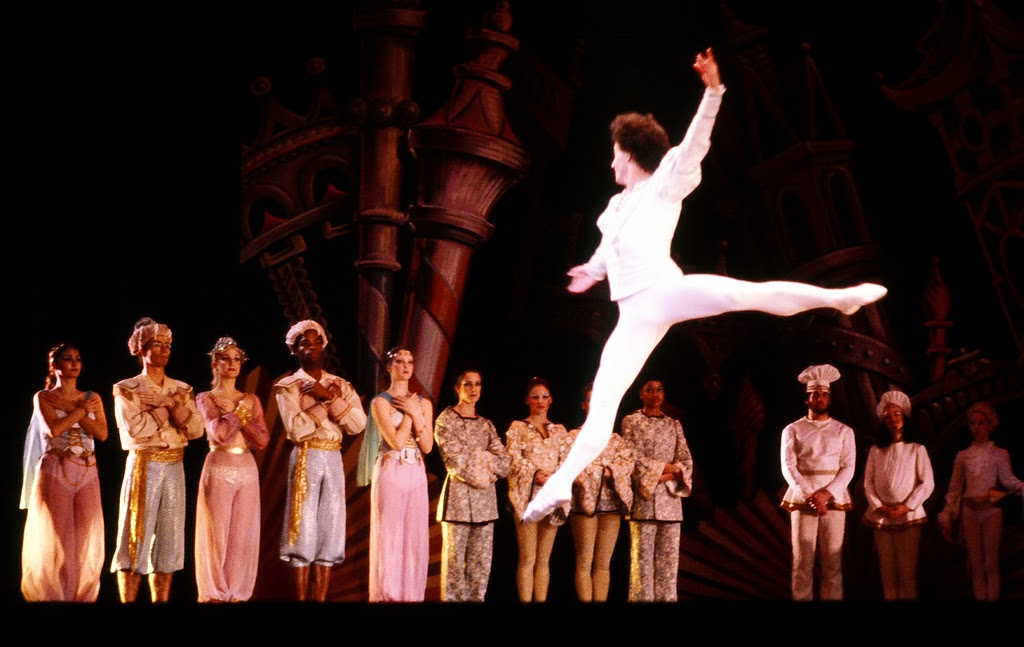
Una rappresentazione de Lo schiaccianoci. Indiana University School of Music, Bloomington

Gli anni successivi videro numerose versioni differenti del balletto, tra le quali quelle di Boris Romanov, Frederick Ashton e quelle di Nicholas Beriozoff. La rivisitazione più particolare fu quella di George Balanchine che nel 1954 decise di dividere il balletto in due parti, seguendo la trama originale: la realtà e il sogno. Questa versione è stata rappresentata dal New York City Ballet con il titolo George Balanchine The Nutcracker®.
Lo schiaccianoci è anche uno dei soggetti più rappresentati nelle scuole di ballo; una versione ad esempio è quella creata per la Scuola di Ballo dell'Accademia del Teatro alla Scala di Milano da Frederic Olivieri, rappresentata al Piccolo Teatro di Milano dal 2011, un'altra invece per la Scuola di Danza del Teatro dell'Opera di Roma da Pablo Moret ed Ofelia Gonzalez rappresentata al Teatro Nazionale nel 2012 e nel 2013. Un'altra rappresentazione nota è quella dell'Accademia Ucraina di Balletto, che avviene in collaborazione annuale con il Teatro Arcimboldi Milano.

### Lo schiaccianoci moderno
Lo schiaccianoci è stato ripreso più volte dal cinema, dal teatro e dallo sport.
Un esempio cinematografico è il film Fantasia di Walt Disney, in cui fate, funghi, pesci, fiori, cardi e orchidee danzano al ritmo dello Schiaccianoci: la partitura musicale di Čajkovskij è stata riproposta fedelmente. Il balletto originale dura solamente novanta minuti, quindi è più breve rispetto al Lago dei cigni o a La bella addormentata. In queste rappresentazioni i compositori omettono brani, li riordinano o addirittura aggiungono brani tratti da altre opere. Nel 1983 infatti, ne Lo schiaccianoci: fantasia su ghiaccio, un adattamento televisivo per uno spettacolo di pattinaggio su ghiaccio, le musiche originali sono state riordinate secondo un'altra scaletta e sono state aggiunte poi musiche di un altro compositore russo, Mikhail Ippolitov-Ivanov.
L'attuale popolarità de Lo schiaccianoci è in parte dovuta a Willam Christensen, fondatore della compagnia San Francisco Ballet, che importò il lavoro negli Stati Uniti nel 1944. Il successo del balletto e la coreografia di George Balanchine per la sua prima rappresentazione nel 1954 creò una vera e propria tradizione invernale nelle rappresentazioni dell'opera negli Stati Uniti.
Lo schiaccianoci ebbe anche una parodia sul settimanale Topolino, pubblicata nel 1988 con protagonista Minni, Minni e il re dei topi: la storia ha la particolarità che i ruoli dello Schiaccianoci e del Re dei Topi sono invertiti, con il primo nella parte del cattivo e il secondo in quella del buono.
Nel 1990 viene realizzato un lungometraggio d'animazione intitolato: La favola del principe schiaccianoci ispirato alla favola di E. T. A. Hoffmann Schiaccianoci e il re dei topi, con le musiche originali del celebre balletto. Nel 1993 il regista Emile Ardolino produce una versione cinematografica del balletto sulla base della coreografia di George Balanchine, intitolata George Balanchine The Nutcracker® con Macaulay Culkin nel ruolo dello Schiaccianoci. Il film si distingue per essere una ripresa dell'esibizione in teatro del balletto ad opera del corpo di ballo del New York City Ballet, con le musiche originali di Čajkovskij e una voce narrante affidata in Italia a Michele Kalamera come uniche parti audio. Al 2001 risale il film d'animazione Barbie e lo schiaccianoci (tit. orig. Barbie in the Nutcracker), che ripropone la storia e le musiche del balletto. Nel 2007 uscì il film d'animazione Tom & Jerry e la favola dello schiaccianoci (titolo originale Tom and Jerry: A Nutcracker Tale).
Un film ungherese-britannico in lingua inglese del 2010 è stato firmato dal regista russo Andrej Končalovskij, intitolato Lo schiaccianoci (tit. orig. The Nutcracker in 3D). Si tratta di un "fantasy" che utilizza sia la musica del balletto, sia altre composizioni di Čajkovskij (come la Quinta Sinfonia), per gli arrangiamenti di Eduard Artemiev e Tim Rice (canzoni). Il film ha ricevuto grandi critiche negative all'estero ed addirittura un Premio per Peggior uso del 3D nella trentunesima edizione 2010 del Razzie Awards 2010, svoltasi il 26 febbraio 2011, che ad Hollywood premia i peggiori film dell'anno. In Italia è uscito il 2 dicembre 2011 con altrettanto insuccesso.
Il 2 novembre 2018 la Disney ha distribuito nelle sale una libera trasposizione cinematografica del romanzo, nel quale vennero riprese anche parti delle musiche del balletto originale. Il titolo del film, diretto da Lasse Hallström, Lo schiaccianoci e i quattro regni, ha tra gli interpreti Keira Knightley nel ruolo della Fata Confetto, Morgan Freeman in quello di Drosselmeyer, Helen Mirren nella parte di Madre Cicogna e la giovane Mackenzie Foy nel ruolo della protagonista Clara. Sono inoltre presenti i celebri ballerini Misty Copeland e Sergei Polunin per le scene di ballo.

## La musica

### Struttura del balletto
- Ouverture in miniatura

#### Atto I

##### Scena prima
- 1 L'ornamento, la decorazione e l'illuminazione dell'Albero di Natale
- 2 La marcia

- 3 Il Galop dei bambini - Danza dei genitori
- 4 Arrivo di Drosselmeyer - Danza delle Bambole Meccaniche - Consegna dello Schiaccianoci a Clara
- 5 Lo Schiaccianoci - Danza del nonno
- 6 La partenza degli ospiti - La Notte

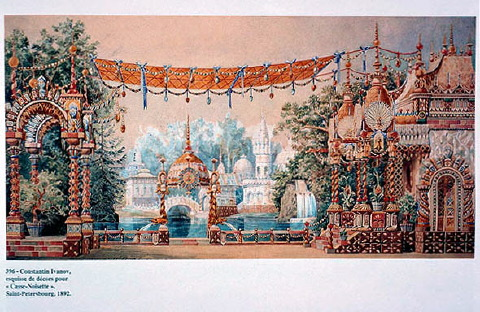
Bozzetto originale di Konstantin M.Ivanov (non parente del coreografo) per la prima del balletto del 1892

- 7 La Battaglia

##### Scena seconda

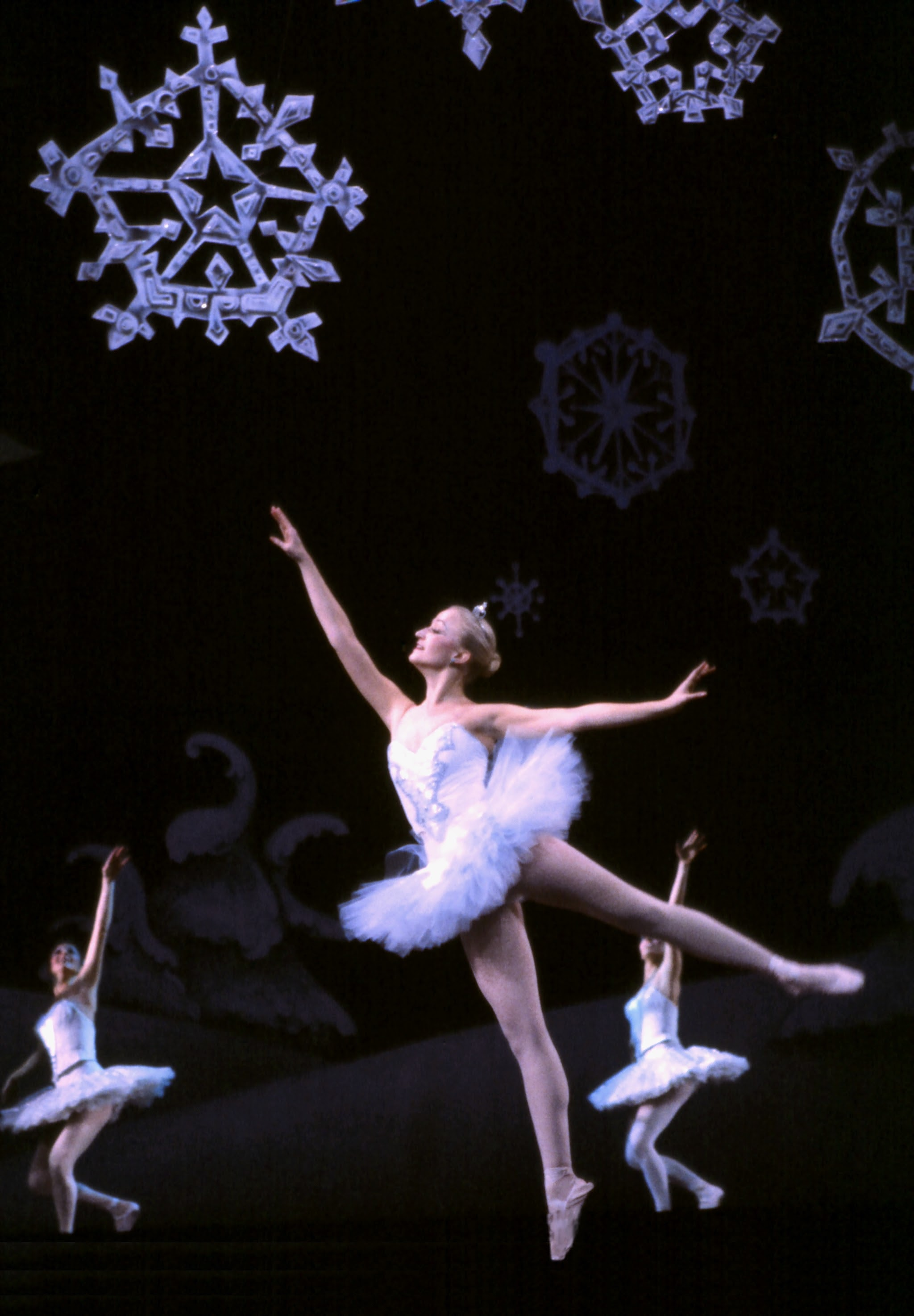
La "Danza dei fiocchi di neve"

- 8 Una foresta di abeti in inverno
- 9 Valzer dei fiocchi di neve

#### Atto II
- 10 Il Castello Magico sulla Montagna dei Dolciumi
- 11 Arrivo di Clara e Schiaccianoci
- 12 Divertissement:
  - La Cioccolata - Danza spagnola
  - Il Caffè - Danza araba
  - Il Tè - Danza cinese
  - I bastoncini di zucchero: Trepak - Danza russa
  - I pastorelli di marzapane: Pastorale - Danza degli zufoli (o dei "flauti di canna")
  - Mamma Cicogna e i pulcinella
- 13 Valzer dei fiori

- 14 Pas de deux del Principe Coqueluche e la Fata Confetto
  - Entrata (Entrée)
  - Variazione 1: Principe Coqueluche, Tarantella.
  - Variazione 2: Danza della Fata Confetto.
  - Coda
- 15 Valzer finale e Apoteosi

Il balletto è una tra le più popolari composizioni della tradizione russa. Le musiche appartengono infatti alla tradizione romantica e contengono alcuni tra i più memorabili brani di essa: molte sono le melodie utilizzate dalla televisione e dai film.
Il Trepak o Danza russa è una delle parti più riconoscibili del balletto, insieme al famoso Valzer dei fiori, come pure la Danza della Fata Confetto. Il balletto contiene in modo sorprendente armonie e colori orchestrali del tutto moderni, nonché una strabiliante ricchezza di melodie: ciò nonostante, l'ammirazione del compositore per il Rococò e la musica del XVIII secolo si possono notare in vari passaggi, come l'Ouverture, l'Entrée des parents e il Tempo di Grossvater, tutti nel primo atto.
La riduzione per pianoforte della partitura venne compiuta da Sergej Ivanovič Taneev, allievo di Čajkovskij e suo stretto amico. Taneev era oltre che un'autentica personalità musicale in Russia, un grandissimo pianista, che poteva rivaleggiare con i maggiori contemporanei. La sua riduzione era talmente difficile che Čajkovskij ne approntò un'ulteriore più abbordabile.

## Trama
Il libretto è tratto dal racconto di Ernst Theodor Amadeus Hoffmann Schiaccianoci e il re dei topi, ma non nella sua forma originale, troppo cruenta.

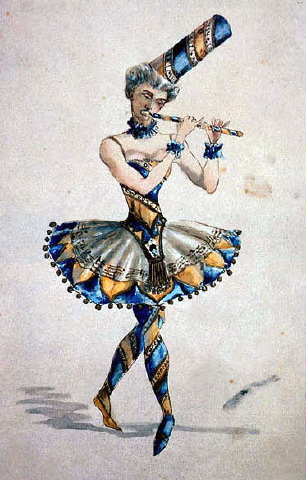
Un altro dei curiosi bozzetti di Vsevoložskij per la prima del balletto, 1892 (costume per la danza degli zufoli)

La trama del libretto dunque si basa sulla versione del medesimo racconto elaborata da Alexandre Dumas (Storia di uno schiaccianoci), dal tono più leggero. Qui verrà analizzata la versione originale del balletto, quella di Ivan Vsevoložskij e Marius Petipa.

### Atto I
Durante la vigilia di Natale, agli inizi del XIX secolo, il signor Stahlbaum, in Germania, allestisce una festa per i suoi amici e per i loro piccoli figli.
Questi, in attesa dei regali e pieni di entusiasmo, stanno danzando quando arriva il signor Drosselmeyer, lo zio di Clara e Fritz, che porta regali a tutti i bambini, intrattenendoli con giochi di prestigio, nonostante all'inizio incuta paura ai bambini.
Drosselmeyer regala alla nipote Clara uno schiaccianoci a forma di soldatino che Fritz, il fratello della bambina, rompe per dispetto. Ma lo zio lo ripara prontamente per la gioia della bambina.
Arrivano alla festa anche gli altri parenti e amici che si uniscono ballando con gioia. Clara, stanca per le danze della serata, dopo che gli invitati si ritirano, si addormenta sul letto e inizia a sognare. È mezzanotte e tutto intorno a lei inizia a crescere: la sala, l'albero di Natale, i giocattoli e soprattutto una miriade di topi che cercano di rubarle lo schiaccianoci.
Clara tenta di cacciarli, quando lo Schiaccianoci si anima e partecipa alla battaglia con i soldatini di Fritz: alla fine rimangono lui e il Re Topo, che lo mette in difficoltà. Clara, per salvare il suo Schiaccianoci, prende la sua scarpetta e la lancia addosso al Re Topo, distraendolo; lo Schiaccianoci lo colpisce uccidendolo. Ed ecco che lo Schiaccianoci si trasforma in un Principe e Clara lo segue, entrando in una foresta innevata. L'Atto si chiude con uno splendido Valzer dei fiocchi di neve.

### Atto II
I due giovani entrano nel Regno dei Dolciumi, dove al Palazzo Reale li riceve la Fata Confetto e il principe Coqueluche, che presentano loro la corte del castello. Schiaccianoci racconta come la sua battaglia con il re dei Topi si sia conclusa felicemente grazie all’intervento di Clara, allora la fata organizza una festa in onore della fanciulla. Quindi tutti gli abitanti del palazzo si esibiscono in una serie di danze che compongono il Divertissement più conosciuto tra le musiche di Čajkovskij e culminano nel celeberrimo Valzer dei fiori.
Tra queste danze spicca in modo particolare il pas de deux (passo a due) della Fata Confetto con il Principe Coqueluche, in cui nella seconda variazione (Danza della Fata Confetto) si può riconoscere in modo eclatante il suono della celesta. A coronamento di questo passo a due tutti gli abitanti di quel posto fantastico si esibiscono in un gran divertissement coinvolgendovi anche Clara e Schiaccianoci, che alla fine vengono incoronati come nuovi sovrani del Regno dei Dolciumi. Quindi la Fata Confetto si inchina davanti a loro e dopo li conduce su di una slitta trainata da renne, che prende il volo tra i saluti di tutti.
Segue una festante apoteosi, rappresentata da uno sciame di api volanti attorno a un grande alveare.
Nella versione di Aleksandr Gorskij e in quelle successive che ne riprendono lo schema, il balletto si conclude con il risveglio di Clara accanto al suo schiaccianoci-soldatino e con una sua danza in ricordo del sogno che l’ha portata in un mondo ricco di avventure fantastiche.

## Clara
Il personaggio di Clara (poi principessa e Fata Confetto nelle varie versioni), nome nella versione originale tedesca, in un secolo di balletto ha cambiato varie volte il nome in Marikhen, Mary e poi Masha in Russia dopo la prima guerra mondiale per motivi patriottici. D'altronde nel racconto originale di Hoffmann, la bambina si chiamava Maria e aveva una bambola di nome Clara (Klärchen).